# Tetrazene

2-Tetrazene

1-Tetrazene

I tetrazeni sono composti chimici che presentano nella struttura molecolare una catena di quattro atomi d'azoto uniti fra loro ed aventi un doppio legame chimico fra due degli atomi d'azoto; il capostipite e più semplice dei tetrazeni è chiamato tetrazene e potendo esistere in due forme isomere si distingue in 1-tetrazene e 2-tetrazene. 
L'alto numero di atomi d'azoto e l'alto contenuto energetico del loro legame rende tutti i tetrazeni composti altamente esplosivi.

L' 1-(5-tetrazolil)-3-guanil tetrazene idrato, un composto usato negli esplosivi, anche comunemente conosciuto come tetrazene

## 2-tetrazeni
Sono isoelettronici con il butadiene dianione, con una struttura planare e tre orbitali molecolari π occupati. Descritti per la prima volta nel 1878 da E. Fischer. Sinteticamente si ottengono comunemente dall'accoppiamento ossidativo di idrazine 1,1-disostituite, mentre il 2-tetrazene H4N4 è stato ottenuto nel 1975 dal 1,1,4,4-tetrakis(trimetilsilil)-2-tetrazene. Alchil- ed aril-2-tetrazeni sono ottenibli partendo dall'ammina corrispondente per N-aminazione e successivo auto accoppiamento ossidativo:
R1R2-NH + BuONO --> R1R2-N-NO --> R1R2-N-NH2 --> R1R2-N-N=N-N-R1R2

## Usi
Sia gli 1- che i 2-tetrazeni sono spesso sintetizzati e prodotti per essere impiegati negli esplosivi, additivi per combustione, additivi per pirotecnica. In laboratorio per sintesi come fonte di radicali aminilici e prodotti derivati.